# Tỉ suất lợi nhuận trên cổ phần
Tỉ suất thu nhập trên cổ phần hay gọi tắt là EPS (tiếng Anh: Earnings per Share) là chỉ số nói lên phần lợi nhuận thu được trên mỗi cổ phần. Đây cũng có thể coi như phần lợi nhuận thu được trên mỗi khoản đầu tư ban đầu, nên nó được coi như là chỉ số xác định khả năng lợi nhuận của một công ty (hay một dự án đầu tư).

## Công thức tính
- EPS được tính bằng (Lợi nhuận sau thuế - Lợi nhuận sau thuế cổ phiếu ưu đãi được hưởng)/Tổng số cổ phiếu thường phát hành.
- EPS hiện tại + một chút EPSq1 tương lai thực tế (dùng quy tắc tam suất) + Một chút EPSq1 tương lai thực tế do đợt khuyến mãi, quảng cáo, giảm giá với số lượng lớn vào những ngày nghĩ cuối tuần thứ bảy và chủ nhật và vào những dịp lễ lớn như (Noel) tết dương lịch và tết âm lịch của dân tộc Việt Nam. (nếu người sở hữu cổ phiếu dự đoán đúng công ty có lãi quý kế toán kế tiếp so với cùng kỳ năm ngoái).
- EPS hiện tại - một chút EPSq1 tương lai (nếu người sở hữu cổ phiếu dự đoán đúng công ty thua lỗ kỳ kế toán kế tiếp so với cùng kỳ năm ngoái).
- EPS hiện tại - một chút EPSq1 tương lai (cầu < cung người nắm giữ cổ phiếu muốn bán cổ phiếu một cách dễ dàng thì bắt buộc phải hạ thấp giá cổ phiếu xuống có thể thấp hơn giá tham chiếu ngày hôm trước, trong trường hợp này công ty cổ phần vẫn làm ăn có lãi so với cùng kỳ kế toán năm trước).
- Cổ phiếu ưu đãi:

1. Họ đóng nhiều của cải vào trong công ty cổ phần.
2. Họ bỏ ra nhiều sức lao động để làm việc.
3. Họ là người có trí thức và kinh nghiệm trên thương trường để đem từng đồng lợi nhuận về cho công ty nên họ xứng đáng được tưởng thưởng khoản lợi nhuận trước cổ đông thường.

## Chức năng
EPS là một chỉ số tổng hợp phản ánh kết quả hoạt động kinh doanh của doanh nghiệp giúp các nhà đầu tư cá nhân và thể chế cũng như các nhà phân tích dễ dàng hiểu và so sánh giữa các loại cổ phiếu.